# История евреев в Италии

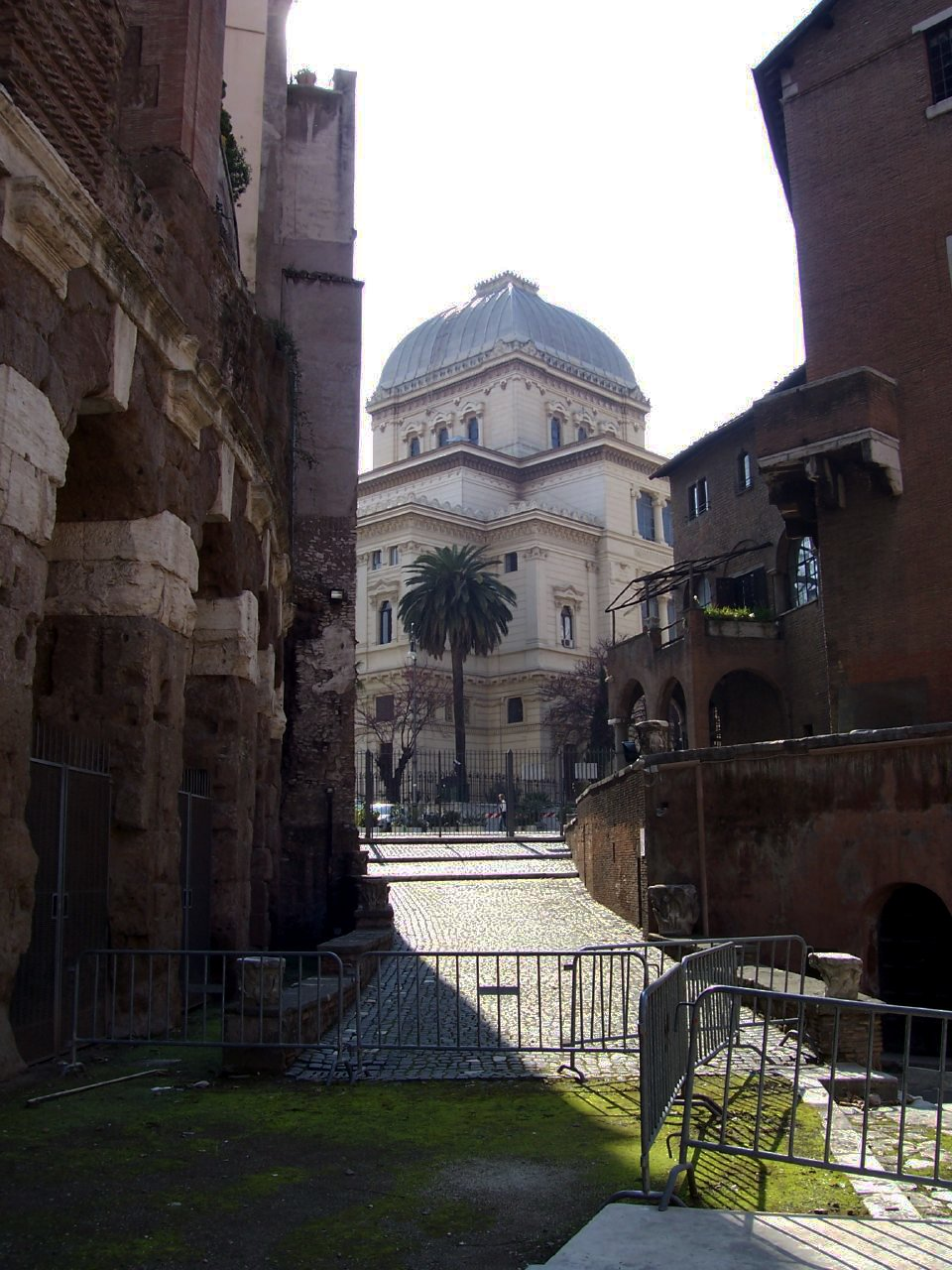
Большая синагога Рима

История евреев в Италии — история еврейской общины на территории современной Италии с древности до настоящего времени.

## Древнеримская эпоха
Ядром еврейской общины на территории Италии стали евреи, обращенные в рабство при завоевании Помпеем в 63 г. до н. э. Иудеи, а затем освобожденные купившими их римлянами или выкупленные единоверцами. Численность еврейского населения Италии значительно возросла в результате новых захватов пленников во время Иудейской войны.
Главным центром еврейской жизни в Италии стал Рим, откуда евреи постепенно распространились по всем римским владениям. Главным занятием римских евреев продолжала быть торговля, особенно мелкая; имелись также ремесленники; наиболее состоятельными евреями являлись банкиры; кроме того, были также мимы (артисты) и живописцы (ζώγραφος, рисовальщик животных).
Римские императоры, кроме редких случаев, не вмешивались в вопросы, касающиеся иудейской религии. Но после введения христианства Константином I как государственной религии положение евреев начало постепенно ухудшаться. Соответствующее течение наметилось уже, хотя и не вполне определенно, в правление самого Константина (307—337); он воспретил евреям совершать обряд обрезания над своими рабами (еврей предавался смертной казни, его имущество конфисковалось, а раб получал свободу); евреи были лишены права держать рабов-христиан. Констанций II (337—361) воспретил браки евреев с неевреями. В декретах Констанция впервые официально к евреям были применены обидные эпитеты. В 429 году евреев лишили права быть адвокатами, а в 438 году — занимать общественные должности. Однако хотя и с некоторыми ограничениями, им было разрешено держать христианских рабов, так как осуществить этот запрет оказалось невозможным.

## От падения Римской империи до конца XII века
Остготский король Теодорих, который с 493 года контролировал Италию, был арианцем, чем объясняется его терпимость в вопросах веры. Он не отменил, правда, старых законов, и в его правление евреи не могли строить новые синагоги, а только реставрировать уже существующие, но он все же объявил, что нельзя насильственно заставить человека верить (ut credat invitas); он постановил, чтобы в тяжбах между евреями применялось талмудическое право; он решил дело в пользу евреев, когда миланские священники восстали против некоторых прав синагоги. Когда в Риме возникли антиеврейские беспорядки по поводу приговора христианским рабам, убившими своего еврейского хозяина, Теодорих распорядился снарядить следствие против виновников бесчинств; по просьбе евреев, он приказал вновь отстроить сожженную синагогу.
Когда византийский император Юстиниан начал войну против остготов с целью отнять у них Италию, евреи из благодарности к веротерпимым остготам и опасаясь Юстиниана, притеснявшего евреев своей империи, дружно поддержали остготов и в 536 году мужественно защищали Неаполь против византийского полководца Велизария.
Затем господствующие положение в Италии заняли римские папы. Папа Григорий Великий (590—604), желая привлечь евреев к христианству, решил достигнуть этого не жестокостью, а добротой и убеждением; так, он поручил своему викарию в Сицилии освободить там еврейских колонов, которые примут христианскую религию, от третьей части податей. Нападения на синагоги происходили, однако, и в его время. Евреи Террацины жаловались папе, что епископ занял их синагогу. Такие же жалобы ему представили евреи Палермо, которые добились благоприятного результата. Григорий вступился также в пользу евреев Кальяри (Сардиния) против одного крещеного еврея, ворвавшегося в синагогу и воздвигнувшего здесь крест.
В Италии почти никогда не происходило жестоких гонений на евреев. Даже преследования евреев в эпоху Крестовых походов не нашли здесь отклика; наоборот, многократно евреи из отдаленных стран отправляли в Италию депутации, чтобы просить у папы заступничества. Папа Каликст II (1113—1124) издал важную покровительственную буллу, которая была подтверждена и возобновлена многими его преемниками. Известная под названием «Sicut judaeis», она гарантировала евреям защиту, воспретила насильственные крещения, посягательства на жизнь и имущество евреев и осквернение их могил.
Евреи Италии продолжали заниматься торговлей (в том числе и работорговлей, несмотря на разные запретительные законы). Они также занимались ростовщичеством. В Южной Италии многие евреи занимались красильным делом (окраской тканей). Были среди евреев также земледельцы, колоны и моряки. Наконец, очень заметной была врачебная деятельность евреев.

## С конца XII века до начала XVII века
При папе Иннокентии III (1198—1216) притеснения евреев со стороны католической церкви были возведены в систему. Особенно известны постановления IV Латеранского собора (1215), потребовавшего, между прочим, чтобы евреи носили отличительный знак.
Однако итальянские евреи все же пользовались сравнительным покоем, который нарушался лишь местными и временными гонениями, как, например, в конце XII века в Неаполе, когда король Карл Анжуйский заставил многих евреев креститься. В 1320 году евреи были изгнаны из Милана; вскоре после этого произошли антиеврейские беспорядки в папских владениях (1321—1322); в Сицилии евреи были ограничены в правах после народных волнений. Ужасные преследования, связанные с Черной смертью (чумой) в 1349 году, нашли в Италии лишь слабый отголосок в Парме и Мантуе.
В начале XV века евреи Италии, опасаясь гонений, устроили съезд делегатов общин в Болонье в 1416 году и в Форли в 1418 году и добились от папы Мартина V покровительственных булл (1421 и 1422 годов); когда этот папа скончался, то съезд во Флоренции в 1428 году выхлопотал новую буллу в 1429 году. Таким образом, положение евреев Италии продолжало быть сравнительно благоприятным. Когда же оно было нарушено жестокой буллой Евгения IV в 1442 году, еврейские депутаты, собравшись в Тиволи и Равенне, добились отмены этой буллы.

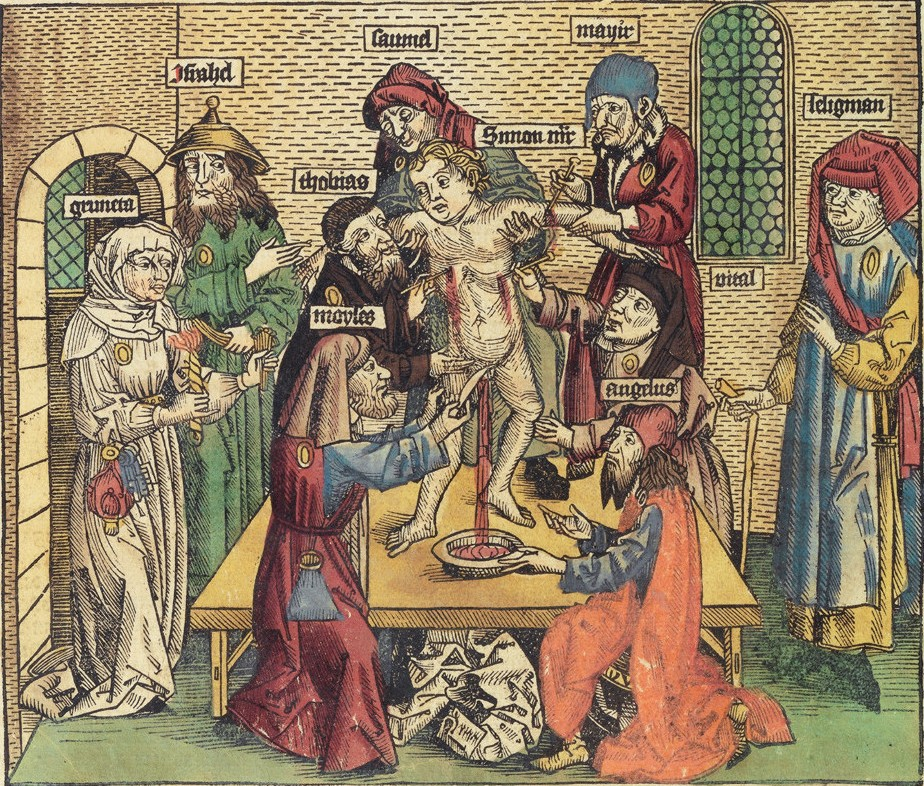
Изображение мученичества Симона Тридентского, который был объявлен жертвой ритуального убийства, совершённого евреями, 1493 год

В конце XV века положение евреев Италии стало ухудшаться не в силу законодательных мер, а вследствие агитации священников-проповедников, которые разжигали народные страсти против евреев, выдвигая против них ложные обвинения в ритуальных убийствах и обличая их за занятие ростовщичеством. С Сицилии и Сардинии, находившихся под испанским владычеством, евреи были изгнаны на основании эдикта 1492 года об изгнании евреев из Испании. Они эмигрировали большей частью в Османскую империю.
В первой половине XVI века положение евреев Италии было сравнительно благоприятным, лишь изредка вспыхивали народные волнения и проявлялось недоброжелательство правительств. Евреи Неаполитанского королевства, находившегося с 1504 года под испанским владычеством, изгонялись в 1510 и 1511 годах; позже вновь допущенные, они окончательно были выселены в 1540 году. В 1527 году Венеция изгнала еврейских заимодавцев, и их допустили вновь в 1534 году; из Флоренции их изгнали в 1495 году, вновь призвали в 1514 году, а в 1527 году опять выселили. В 1547 году евреи города Асоло были почти поголовно перебиты, однако правительство строго наказало погромщиков. Вследствие агитации монахов евреи были изгнаны из Генуи в 1550 году.
Сравнительный покой, которым пользовались итальянские евреи, привлекал в Италию большое число евреев из тех стран, где они подвергались гонениям. Значительнее всех была иммиграция евреев из Испании. Уже во второй половине XV века, после введения там инквизиции, преследуемые ею мараны искали убежища в Италии. Они расселились по разным общинам, особенно в Риме. После изгнания из Испании в 1492 году новые толпы евреев направились в Италию, преимущественно в Рим и Неаполь. Некоторые испанские и португальские евреи переселились в Италию, прожив некоторое время в Османской империи; так, например, герцог Козимо I вызвал их во Флоренцию в 1551 году. В каждом городе евреи из данной страны обычно образовывали отдельные общины; позже общины одного города соединялись в административном отношении, сохраняя каждая свою синагогу.
Евреи торговали, чаще всего сукном и драгоценными камнями, порою встречая сильную конкуренцию со стороны христиан. Среди наиболее бедных евреев была распространена тряпичная торговля. В Риме существовало большое число еврейских портных и встречались евреи-ювелиры. Весьма многочисленны были врачи-евреи, к услугам которых прибегали папы и коронованные особы. Они пользовались разными почестями и часто освобождались от податей и сборов, взимаемых с остальных евреев.
Постоянное, систематическое притеснение евреев Италии началось со второй половины XVI века под влиянием католической реакции. В 1553 году по приказанию папы Юлия III конфисковались и сжигались экземпляры Талмуда; это распоряжение приводилось в исполнение не только в папских владениях, но по всей Италии. Булла папы Павла IV в 1555 году потребовала, чтобы в каждом городе Папской области евреи жили в определенном месте, отдельно от христиан; они могли владеть лишь одной синагогой, им было также предписано продать недвижимое имущество и носить отличительный знак; евреям были запрещены торговля (кроме тряпичной), равно как врачебная практика среди христиан. Все это строго исполнялось.
Пий IV (1560—1565) относился довольно благожелательно к евреям, но Пий V в 1566 году подтвердил распоряжения Павла IV и в 1569 году изгнал евреев из всей Папской области, за исключением самого Рима и Анконы. При Сиксте V (1585—1590) евреи вернулись обратно, однако уже Климент VIII (1592—1605) возобновил распоряжения Павла IV и Пия V и изгнал евреев отовсюду, кроме Рима, Анконы и Авиньона.  Таким образом, началась эпоха «гетто» (в Венеции гетто было введено еще в 1516 году; во Флоренции — в 1571 году, Сиене — 1572, в Падуе — в 1603 году, в Вероне — в 1604 году, в Мантуе — в 1610—1612 годах, и т. д., во всех городах Италии, где жили евреи). Евреи герцогства Миланского, находившегося под испанским владычеством, были изгнаны в 1597 году; такая же участь постигла евреев Генуи.

## С начала XVII века до конца XVIII века

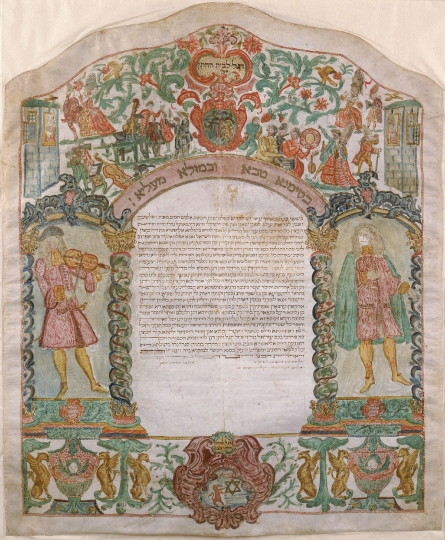
Кетуба из Верчелли, 1776 год

В XVII веке и в большей части XVIII века жизнь итальянских евреев протекала однообразно, без крупных перемен. Они были заключены в стенах гетто, где влачили жалкое существование. Итальянские гетто, иногда устраивавшиеся в кварталах, уже занятых преимущественно евреями, состояли из некоторого числа домов, соединенных между собою стенами, которые образовывали ограду с большими воротами, закрывавшимися на ночь, когда евреям запрещено было входить и выходить, за исключением экстренных случаев. Хуже всего евреям жилось в Папской области; лишь в короткие промежутки евреи могли здесь дышать свободнее, как, например, в эпоху пап Иннокентия X (1644—55), Александра VII (1655—67), Климента IX (1667—69; этот папа упразднил обычай, в силу которого евреи должны были во время карнавала устраивать для народа состязания в беге). Особенное облегчение почувствовали евреи во время Климента XIV (1769—74), при других же папах они подвергались разным ограничениям и тяжким поборам. Стеснения были доведены до того, что евреям запретили ставить памятники на еврейских могилах.
Отделение евреев от окружающего населения повело к возникновению среди них особого рода наречия.
Последствием тяжелых условий жизни евреев были их частые переходы в христианство; всюду учреждались «Дома для новообращенных» и вырабатывались специальные правила для акта обращения.

## С конца XVIII века до начала XX века
Новая эра для евреев Италии началась с Великой французской революции. Уже во второй половине XVIII века отдельные просвещенные правители улучшали условия жизни итальянских евреев. Так, император Иосиф II ввел реформы, общие для евреев всей Габсбургской монархии, в том числе и для габсбургских владений в Италии; тосканский герцог Леопольд I (1769—90) также принял меры в пользу евреев, разрешив им в 1778 году участвовать даже в городских магистратах. Но народ еще не созрел для признания за евреями прав, о чем свидетельствуют антиеврейские беспорядки во Флоренции и Ливорно в 1790 году.
Евреи Италии с интересом следили за развитием французской революции, от которой ждали улучшения своего положения. Это даже вызвало беспорядки против евреев в Риме в 1793 году.
Приход наполеоновской армии в 1796—1797 годах принес итальянским евреям свободу. В каждом городе, где проходили войска, ворота гетто разрушались или раскрывались навсегда; очень часто евреев стали избирать в качестве членов муниципальных советов. Однако эта свобода была эфемерной и скоро исчезла после реставрации старых правительств в 1799 году; тогда в разных местах вспыхнули кровавые беспорядки, особенно в Тоскане, где банды фанатиков убили многих евреев (в Монте-Сан-Савино, Питильяно и Сиене).
Когда в 1800 году французское влияние опять стало доминирующим в Италии, евреи получили вновь свободу и гражданские права. Это продолжалось до падения Наполеона в 1814 году.
В Сардинском королевстве король Виктор Эммануил I (1814—1821) восстановил почти целиком все ограничительные меры для евреев (за исключением ношения особого отличительного знака). Еще хуже было положение евреев в Папской области, где им ставились на каждом шагу всевозможные затруднения. Уже папа Пий VII (1814—1823) снова устроил в Риме гетто и заставил всех евреев, имевших лавки вне пределов гетто, немедленно закрыть их. Лев XII (1823—1829) возобновил все средневековые предписания пап о евреях. Евреи были подчинены суду католического духовенства, им запретили не только держать христианскую прислугу, но и поручать христианину тушить в еврейском доме свечу в субботу; евреям нельзя было владеть никакой недвижимой собственностью. Лев XII расширил пределы римского гетто с тем, чтобы временно проживающие в Риме провинциальные евреи также жили в нем, потому что он лишил их права останавливаться где-либо за его пределами. В 1827 году он восстановил давно забытую обязанность евреев присутствовать при произнесении монахами проповедей во время обращения какого-либо еврея в христианство. Политика Льва XII вызвала сильную эмиграцию евреев из Рима, и наиболее богатые из них поселились в тосканских и ломбардо-венецианских городах, где положение евреев было сравнительно благоприятно.
Однако нельзя утверждать, чтобы временное уравнение евреев Италии в правах прошло совершенно бесследно. Как правительства отдельных государств, так и народные массы, на опыте убедившись в полной возможности предоставления евреям всех прав без всякого ущерба для интересов государства, стали считать, что вопрос об уравнении евреев в правах должен быть поставлен на повестку дня.
Влияние общественного мнения отразилось на политике папы Пия IX (1846—1878), который в начале своего правления обнаружил значительную толерантность по отношению к евреям. Он отменил ряд ограничений, разрешил наиболее видным членам римской общины проживать вне стен гетто и собирался даже совершенно уничтожить особый еврейский участок. В 1847 году, в виде опыта отмены гетто, он разрешил всем евреям жить в некоторых участках, расположенных недалеко от гетто; в то же время евреи были допущены в гражданскую гвардию и были освобождены от особой еврейской присяги. Широкие круги общества с большим сочувствием встретили мероприятия Пия IX, и евреи в Папской области, не говоря уже о других итальянских государствах, принимались в члены всяких общественных клубов и казино; правда, простой народ не всегда доброжелательно относился к тем евреям, которым удавалось занять более или менее видное положение либо в национальной гвардии, либо в других учреждениях, и даже нередко выражал свое неодобрение путем нападений на отдельных евреев.
17 апреля 1848 года папа Пий IX распорядился о снесении стен римского гетто. Когда в 1849 году в Риме была провозглашена республика, евреи получили все права, и два еврея заседали в учредительном собрании. В Тосканском великом герцогстве Леопольд II опубликовал 17 февраля 1848 года «основной статут», коим евреям было даровано равноправие. В опубликованном сардинским королем Карлом-Альбертом 4 марта 1848 года «основном статуте» говорилось, что помимо католической государственной религии, и остальные религии допустимы (tolerées) в стране, но о гражданских и политических правах евреев в этом законе ничего не говорилось. Однако вскоре права евреев стали все более и более расширяться: 29 марта 1848 года королевский декрет предоставил им гражданские права, а также возможность приобретения всех академических титулов; 15 апреля того же года они были допущены к военной службе, а 8 июня им были предоставлены и все политические права.
Евреи с большим воодушевлением вступали в ряды итальянских войск, боровшихся за свободу Италии против Австрии. Их избирали на ответственные должности.
Но после подавления революций 1848—1849 годов принявшие участие в освободительном движении евреи были либо изгнаны папой Пием IX из пределов Папской области, либо приговорены к тяжким наказаниям. Вернувшийся благодаря поддержке австрийских войск тосканский великий герцог отменил уже дарованный «основной статут», и вернул евреев в положение, которое евреи занимали до его опубликования. Единственным итальянским государством, где равноправие евреев сохранилось, было Сардинское королевство.
Когда началась война 1859 года, евреи опять с большим воодушевлением взялись за оружие в защиту свободы Италии; народное движение, возникшее в связи с войной и вылившееся во многих местах в форму образования временных правительств, везде поддерживало, наряду с другими требованиями либерализма, и равноправие евреев. Когда сардинский король Виктор Эммануил II был провозглашен 14 марта 1861 года королем Италии (правда, еще не всей), то уже во всех вновь присоединенных к его короне провинциях была объявлено полное равноправие евреев. Таким образом, за исключением Папской области, во всей Италии евреи обрели все права.

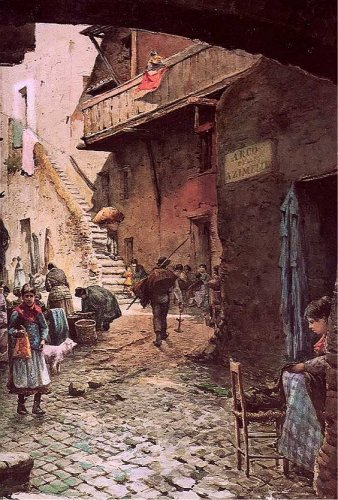
Римское гетто, картина Этторе Розлера Франца

Но в Риме евреям жилось по-прежнему тяжело: гетто с трудом вмещало живших в нем евреев, улицы его были грязны и узки, дома напоминали жалкие избушки, доступ света и воздуха в эти хижины был крайне ограничен, и запрещение заниматься ремеслами, науками и искусством делало жизнь евреев еще более печальной, обрекая большинство их на самое жалкое существование. В 1861 году было возобновлено запрещение держать христианскую прислугу, причем самые строгие наказания налагались за нарушение именно этого запрещения. Нередко в пределах Папской области происходили насильственные обращения евреев в христианскую религию. Большой резонанс вызвало дело Мортара, когда в 1858 году еврейский ребенок, обращенный прислугой в христианство, был уведен жандармами из дома своих родителей под тем предлогом, что он, как христианин, не должен оставаться в еврейском доме. Лишь со вступлением итальянской армии в папский Рим в 1870 году был положен конец угнетенному положению в нем евреев.
После получения евреями Италии полного равноправия из их среды выдвинулись многие видные политики, ученые, писатели, художники. Почти 20 лет был министром финансов, а в 1910 году стал премьер-министром Л. Луццатти (он был вторым премьер-министром еврейского происхождения в Италии после Сиднея Соннино, ставшего премьер-министром в 1906 году). Получили известность криминолог Ч. Ломброзо, лингвист Г. Асколи, математик Т. Леви-Чивита, художник А. Модильяни, писатель Итало Звево.

## XX век
После прихода к власти в Италии в 1922 году фашистов положение евреев Италии сначала не ухудшилось, несмотря на то, что некоторые лидеры фашистской партии (в том числе и Б. Муссолини) утверждали, что «чужаки»-евреи угрожают национальному единству. Многие евреи сами были членами фашистской партии. 

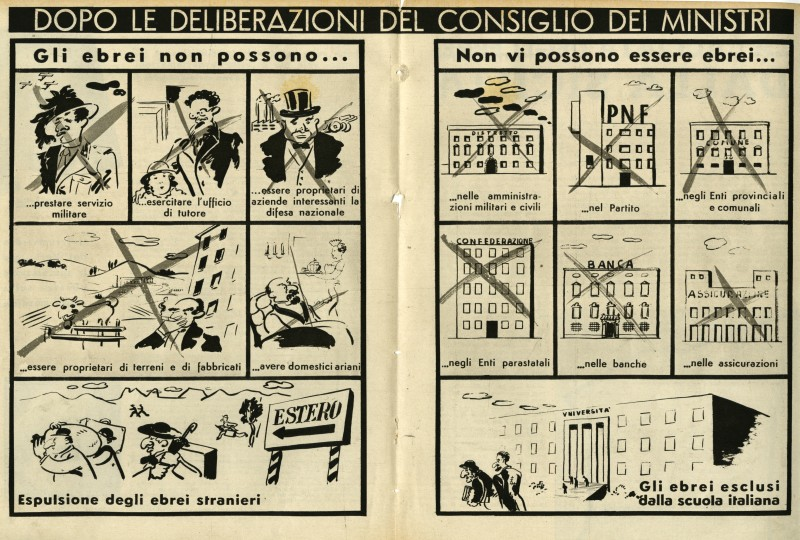
Разъяснение антиеврейских ограничений

Однако после установления тесных связей фашистской Италии с нацистской Германией в конце 1936 года ситуация изменилась. 14 июля 1938 года был опубликован «Расовый манифест», под которым подписались многие учёные и преподаватели Италии. Составители манифеста декларировали заботу о чистоте итальянской расы и утверждали, что евреи представляют для неё опасность. В том же году был принят «Закон о защите расы» и другие антиеврейские законы, которые вводили различные правовые ограничения для евреев, в том числе запрещали браки между евреями и «арийцами», службу евреев в армии и на флоте, в государственных, муниципальных и общественных учреждениях; евреям было запрещено нанимать «арийских слуг»; еврейское имущество подлежало конфискации. Затем эти ограничения стали еще более жесткими. 

### Вторая мировая война
Вступление Италии во Вторую мировую войну на стороне Германии с 10 июля 1940 года в отношении к еврейскому населению сначала ничего принципиально не изменило, кроме появления в самой Италии и итальянских зонах оккупации еврейских беженцев, поскольку из усташской Хорватии от угрозы уничтожения бежало множество евреев. Несколько тысяч иностранных и около двухсот итальянских евреев были интернированы, но условия их жизни в лагерях для интернированных были сравнительно терпимыми. 

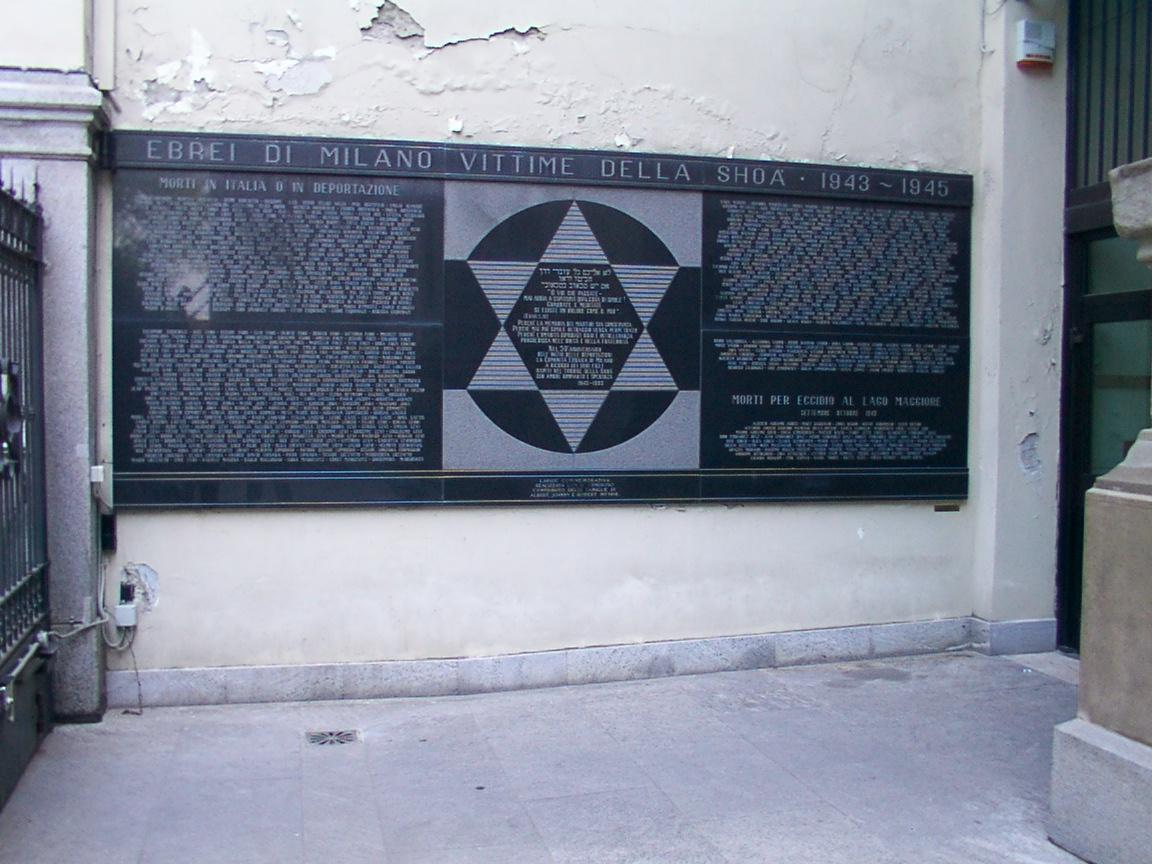
Табличка с именами жертв Холокоста в Милане

25 июля 1943 года Муссолини был арестован, 3 сентября 1943 года новое итальянское правительство заключило перемирие с США и Великобританией. Сразу же после этого Германия оккупировала Северную и Центральную Италию. 23 сентября 1943 года немцы приступили к массовому уничтожению евреев Италии. Нацисты проводили депортацию евреев в лагеря смерти и уничтожали их в рамках программы «окончательного решения еврейского вопроса». Из 44 500 евреев, живших в Италии в период её оккупации немцами, 12 000 до конца войны были депортированы в Освенцим.
Многим итальянским евреям удалось скрыться от депортации с помощью итальянского населения, которое, как правило, охотно помогало евреям, несмотря на тяжелые наказания, которым оккупанты подвергали тех, кто прятал евреев. Части итальянских евреев удалось бежать в Швейцарию. Около двух тысяч евреев ушли в партизаны и приняли участие в движении Сопротивления.
К концу войны в Италии оставалось около 29 тысяч итальянских евреев и туда прибыло около 26 тысяч еврейских беженцев из Центральной и Восточной Европы.

### Послевоенный период
В 1967 году в Италию прибыли 8 тысяч евреев из Ливии.
В 1982 году в Италии насчитывалось около 32 тыс. евреев, в основном в Риме, Милане, Флоренции, и Триесте.

## Современность

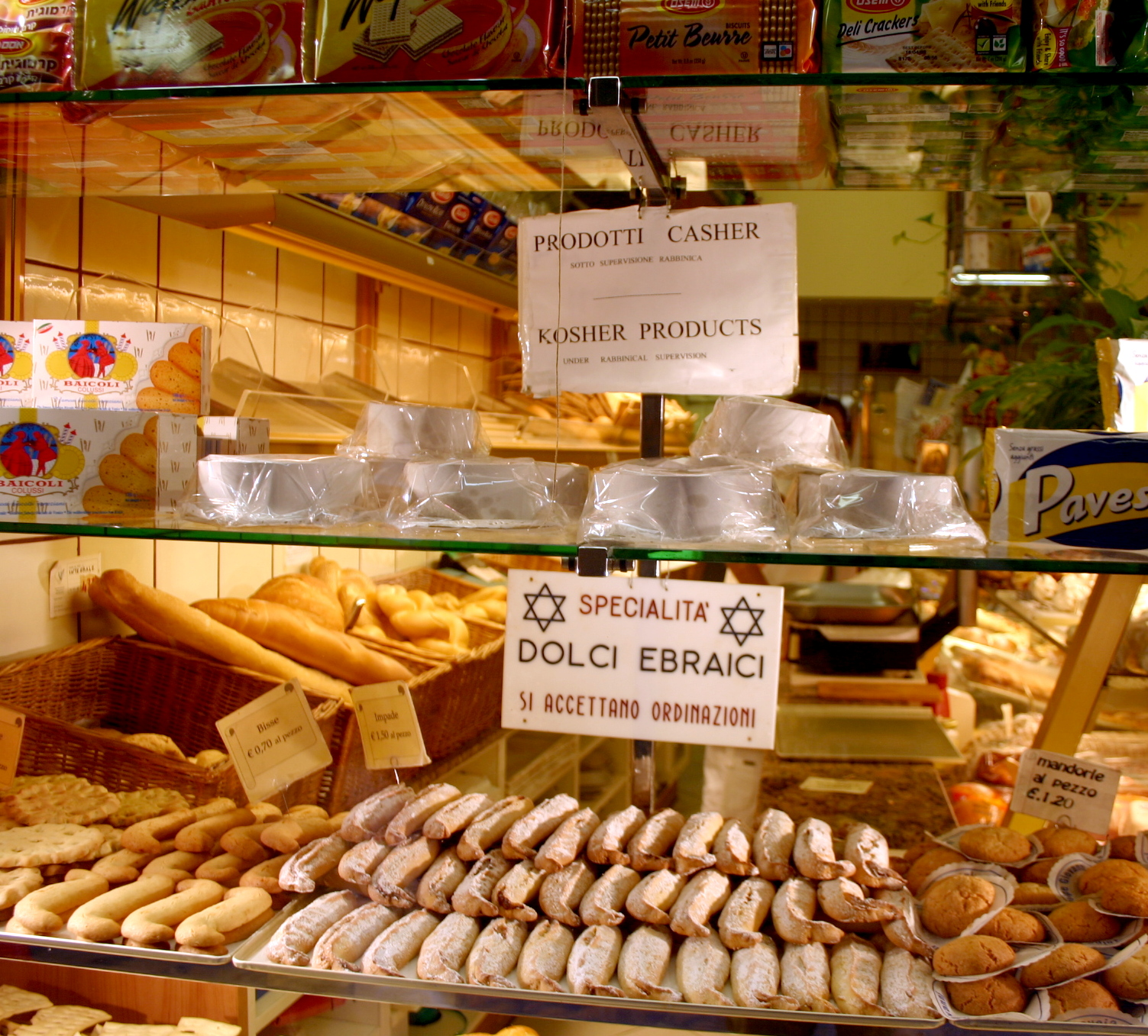
Кошерная пекарня в бывшем венецианском гетто

В 2000 году еврейское население Италии составляло 32 тысячи человек, из них 15 тыс. жило в Риме и 10 тыс. — в Милане. В современной Италии активно действуют разные еврейские организации, работает система еврейского образования, выходит ряд еврейских периодических изданий. Имеется ряд еврейских музеев, были реставрированы старинные синагоги в Риме и Венеции.